# Pseudosphinx tetrio
La esfinge de Tetrio (Pseudosphinx tetrio) es una especie de lepidóptero ditrisio de la familia Sphingidae ampliamente distribuida desde Brasil, en Sudamérica, hasta el sur de los Estados Unidos. Es la única especie del género Pseudosphinx.

## Descripción
El adulto es una polilla de color café con bandas grises y blancas. El macho tiene 12.7 a 14 cm de envergadura; la hembra es ligeramente menor en tamaño. La hembra deposita de 50 a 100 huevos.
La oruga tiene rayas de color amarillo y negro por el cuerpo, la cabeza y las patas rojizas con manchas negras; tiene un cuerno en la parte trasera. Llega a medir 15 cm y el cuerno es de 2 cm. Está cubierta de pelos urticantes que pueden penetrar la piel y causar irritación. Recibe el nombre común de "oruga glotona" debido a que puede comer cantidades astronómicas; en 24 horas puede comer el doble de su peso. Esta especie consume las hojas de plantas de los géneros Plumeria y Allamanda, árboles que puede defoliar en unos cuantos días.  
La pupa mide 7 cm. Al principio es amarilla y después se vuelve de color castaño.

## Galería

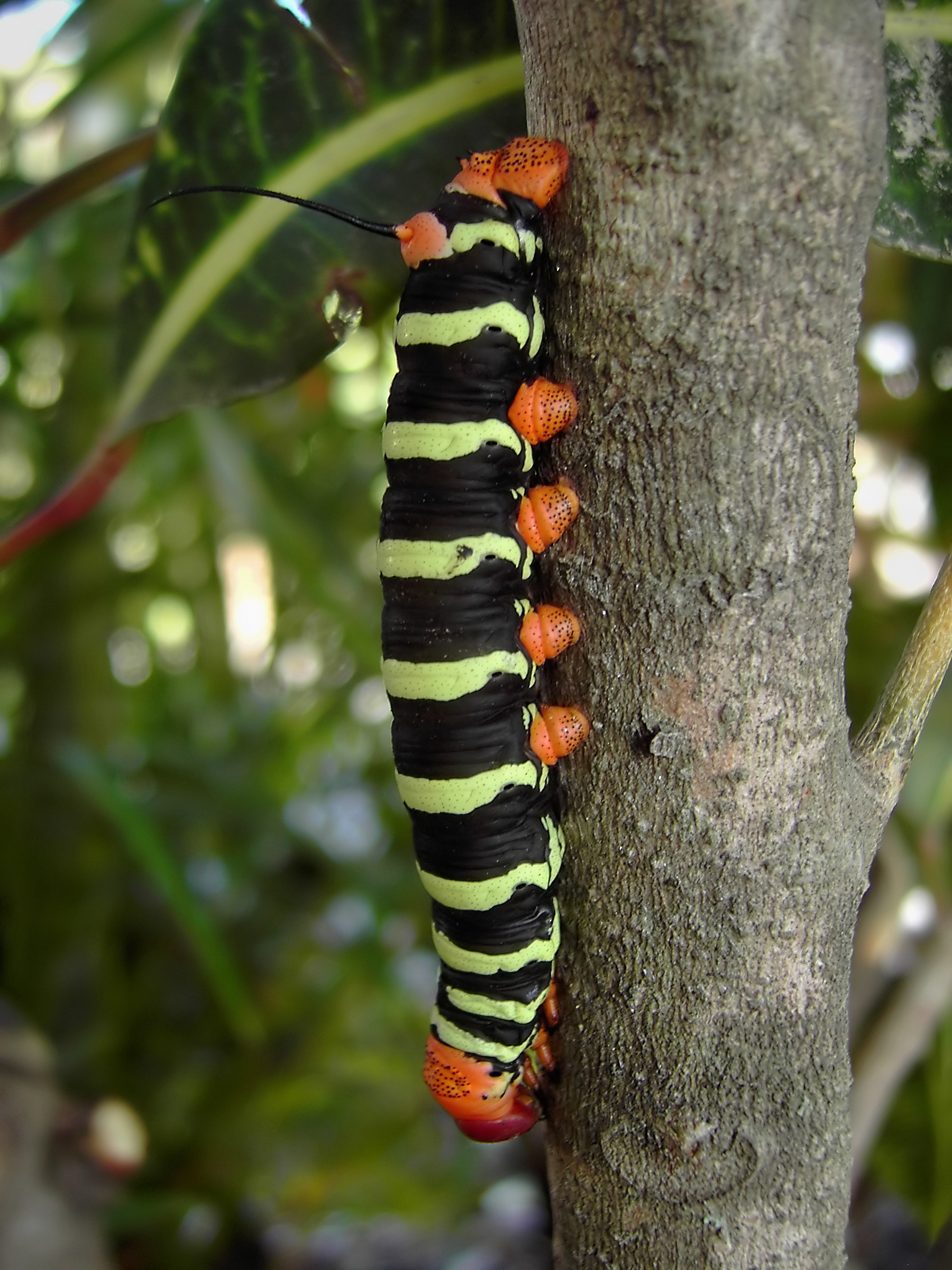
Oruga.
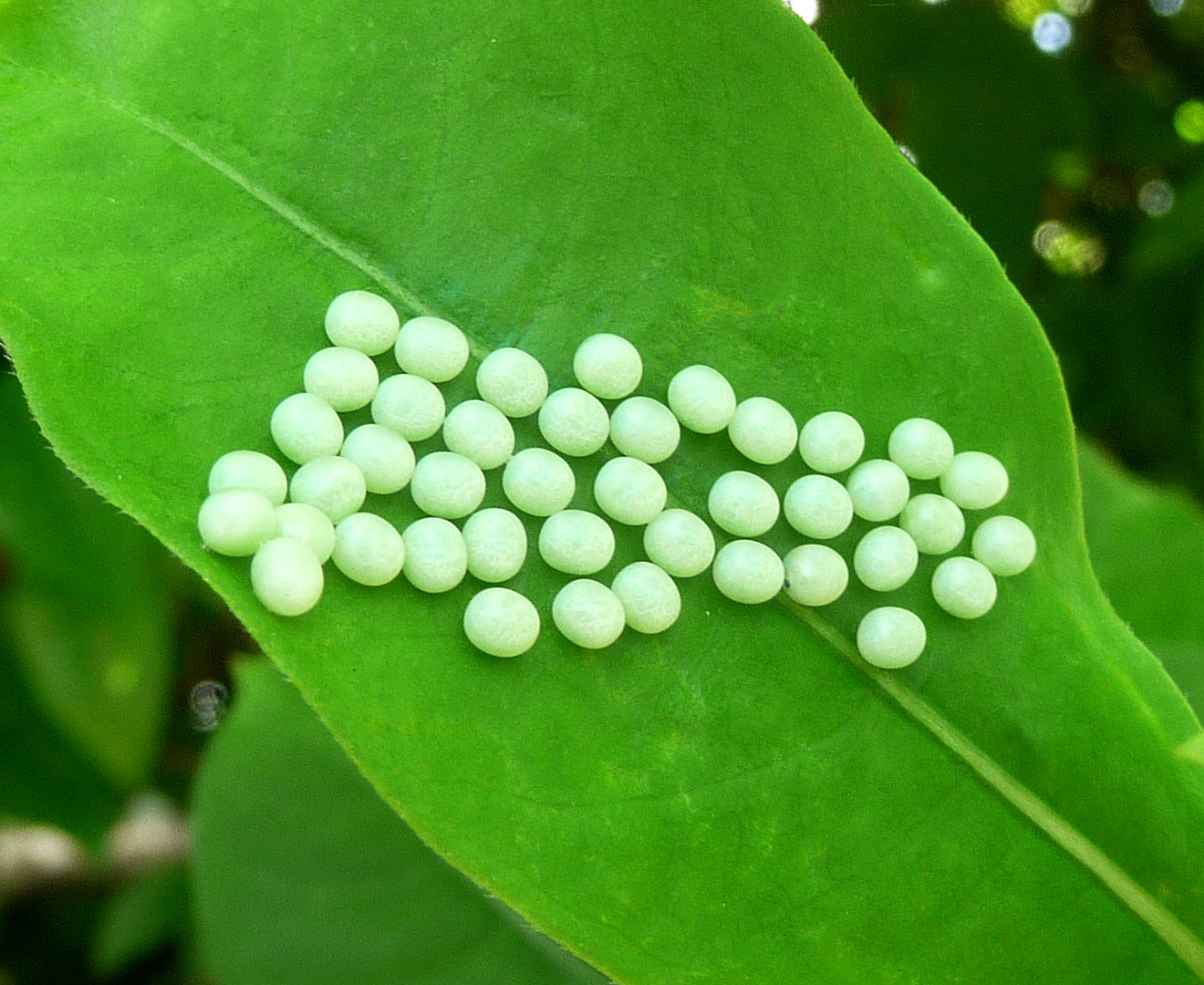
Huevos.
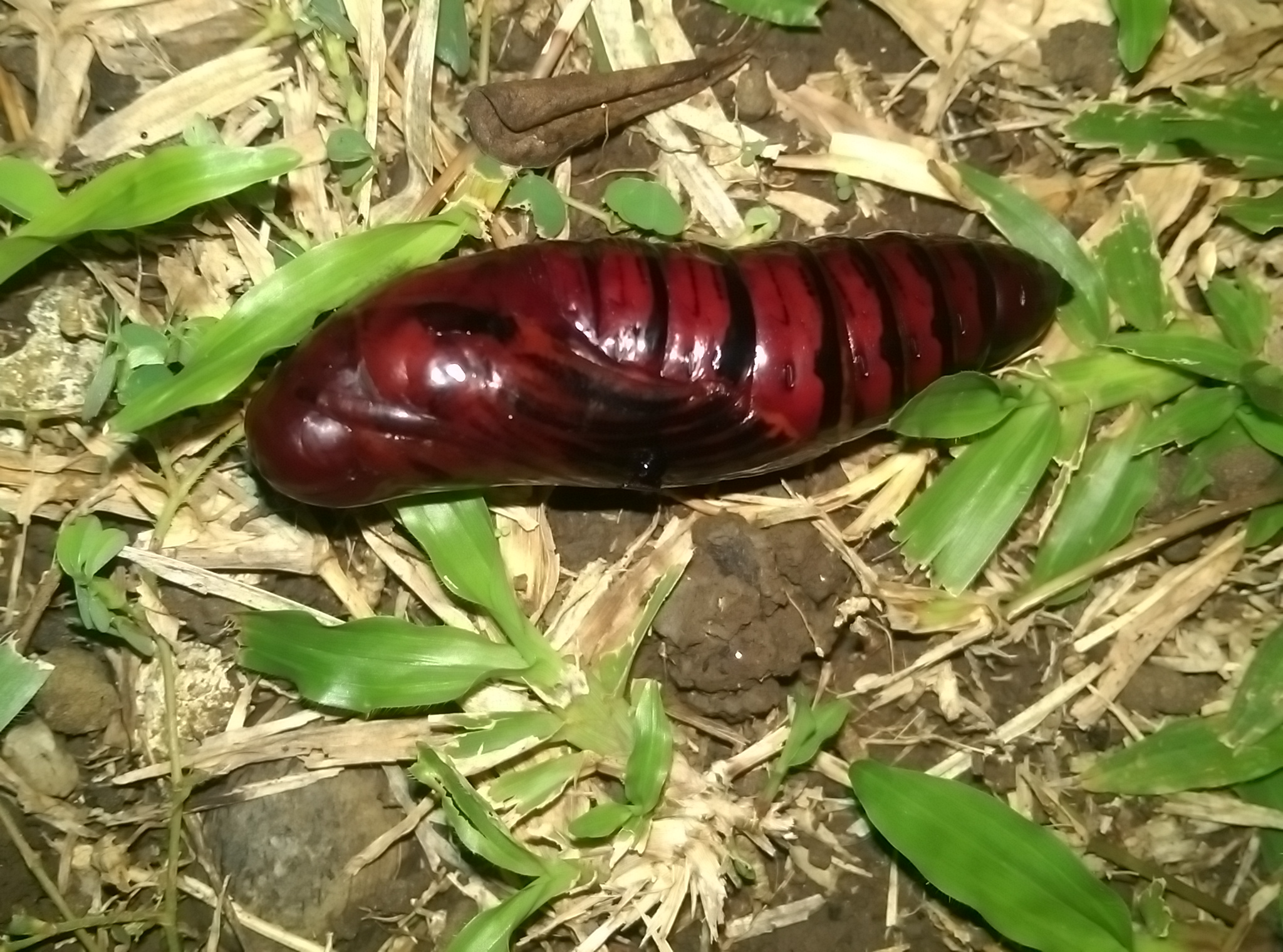
Pupa.
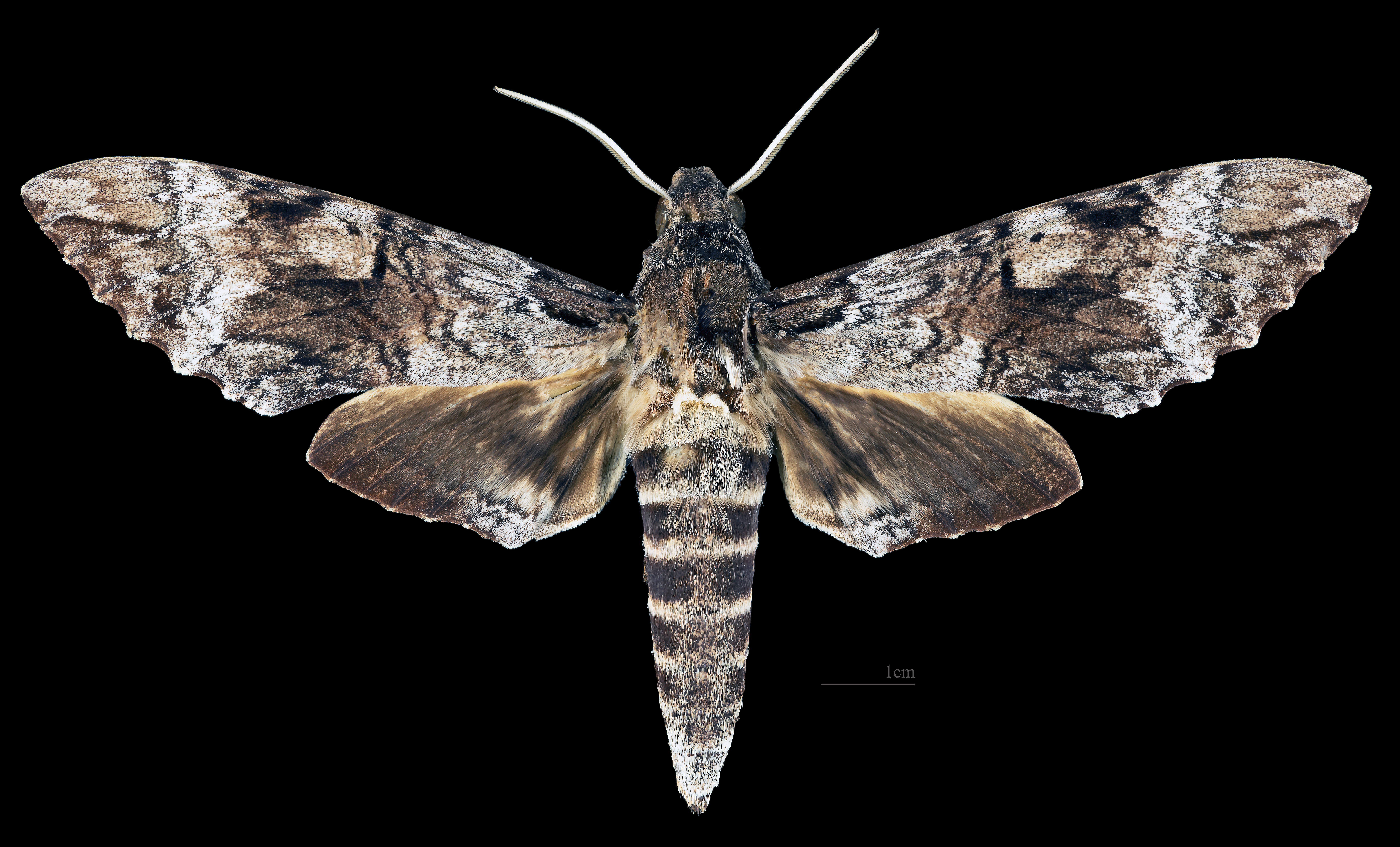
Pseudosphinx tetrio ♂
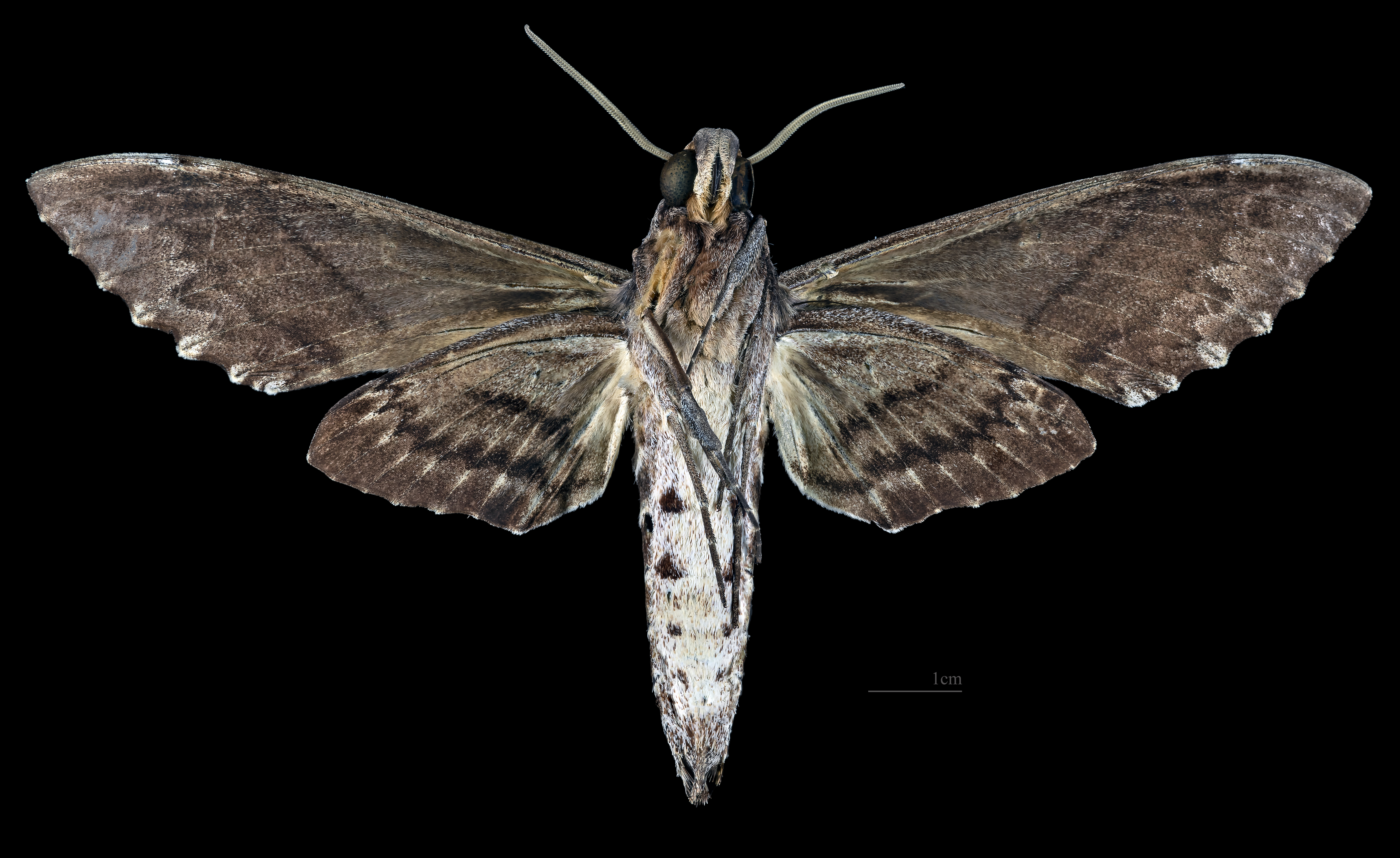
Pseudosphinx tetrio ♂   △
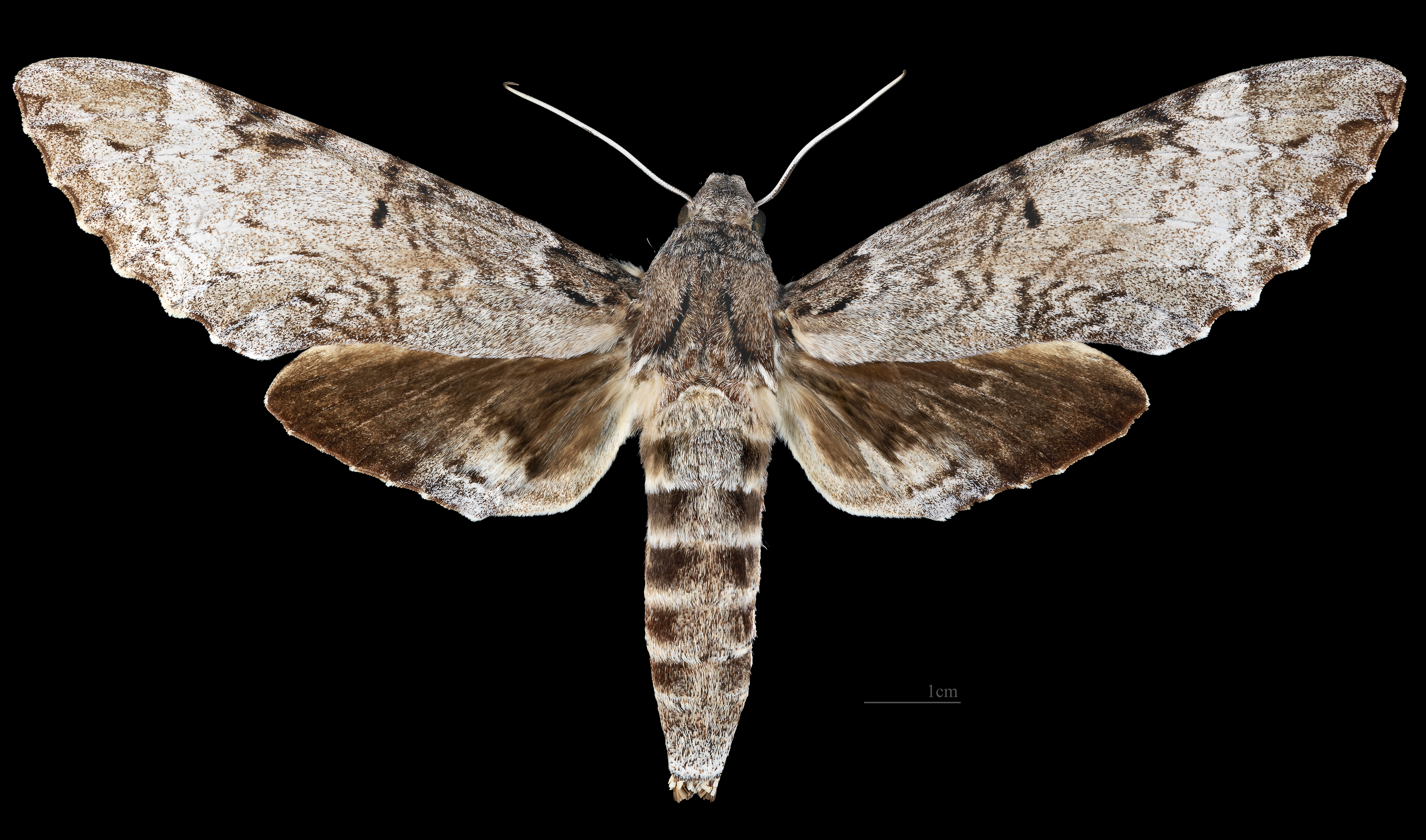
Pseudosphinx tetrio  ♀
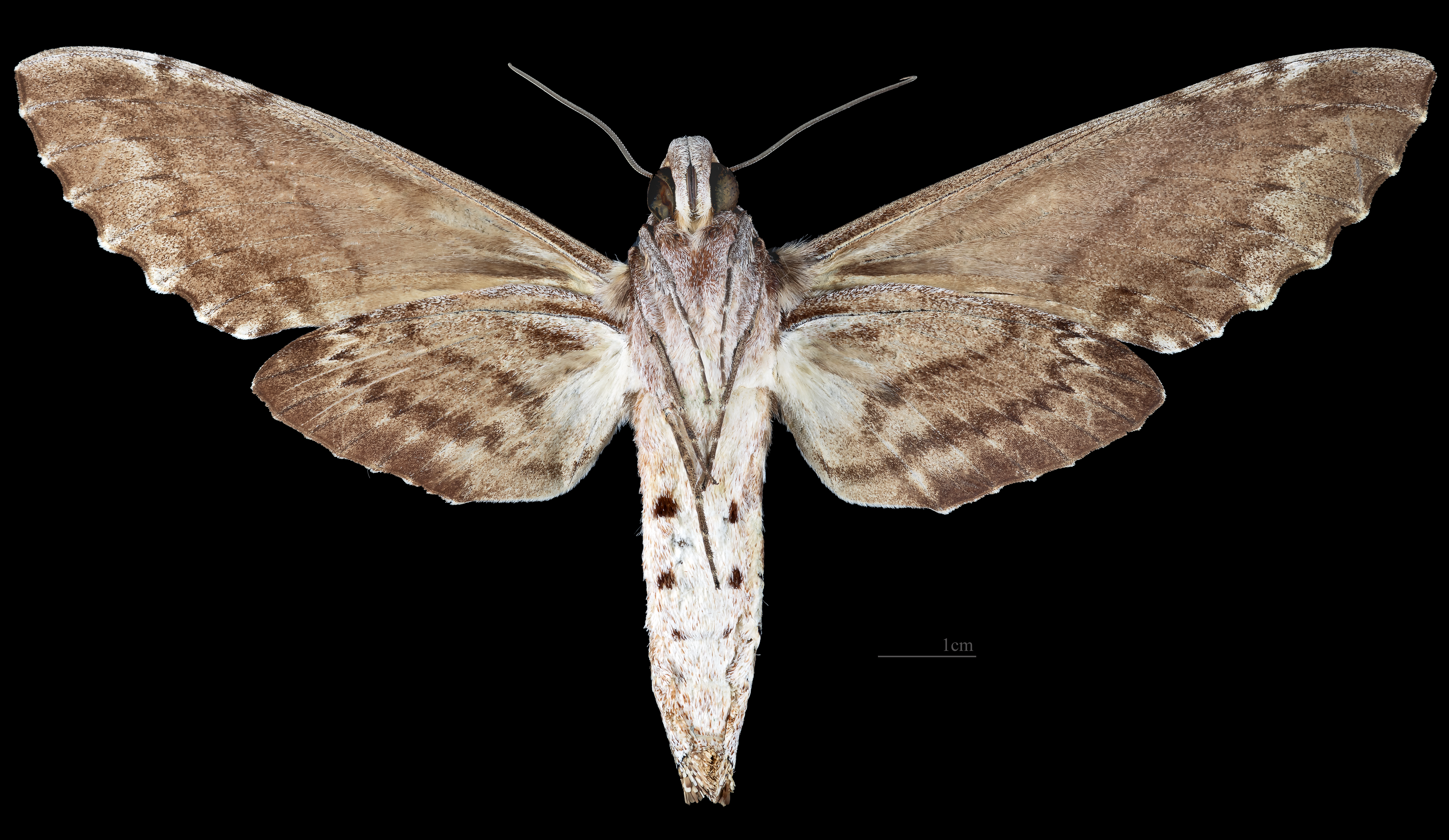
Pseudosphinx tetrio ♀ △